# Thallwitz
Thallwitz é um município da Alemanha, situado no distrito de Leipzig, no estado da Saxônia. Tem 53,00 km² de área, e sua população em 2019 foi estimada em 3.558 habitantes.